# Altonaer Hafenbahn
| Streckennummer (DB): | 1222 (HH-Altona Kai – HH-Altona) 1223 (HH-Altona Kai – Fischereihafen) |                                  |                                  |
| Streckenlänge: | 1222: 2,5 km                                                           |                                  |                                  |
| Spurweite: | 1435 mm (Normalspur)                                                   |                                  |                                  |
| Stromsystem: | 1911–1932: 3000 V 25 Hz ~ 1932–1954: 6300 V 25 Hz ~                    |                                  |                                  |
| |                                                                        |                                  |                                  |
| \| \| \| Neumühlen \| \| \| \| 0,000 0,000 \| Hamburg-Altona Kai \| Hamburg-Altona Kai \| \| \| \| \| \| \| \| 0,420 0,000 \| Hafenbahnhof \| Hafenbahnhof \| \| \| \| Fischereihafen \| \| \| \| 0,645 0,000 \| Elbbergtunnel (15 m) \| Elbbergtunnel (15 m) \| \| \| 0,701 0,000 \| Schellfischtunnel (973 m) \| Schellfischtunnel (973 m) \| \| \| 0,000 \| Bahnhof Altona (bis 1895) \| Bahnhof Altona (bis 1895) \| \| \| 1,096 0,000 \| Anschluss bis 1895 \| Anschluss bis 1895 \| \| \| \| City-S-Bahn vom Hauptbahnhof \| \| \| \| 1,674 0,710 \| Hamburg-Altona \| Hamburg-Altona \| \| \| \| \| \| \| \| \| Verbindungsbahn zum Hauptbahnhof \| \| |                                                                        |                                  |                                  |
| |                                                                        | Neumühlen                        |                                  |
| Dienststation / Betriebs- oder Güterbahnhof (Strecke außer Betrieb) | 0,000 0,000                                                            | Hamburg-Altona Kai               | Hamburg-Altona Kai               |
| Verschwenkung von links (Strecke außer Betrieb) · Verschwenkung von rechts (Strecke außer Betrieb) |                                                                        |                                  |                                  |
| Strecke (außer Betrieb) · Dienststation / Betriebs- oder Güterbahnhof (Strecke außer Betrieb) | 0,420 0,000                                                            | Hafenbahnhof                     | Hafenbahnhof                     |
| Betriebs-/Güterbahnhof Streckenende (Strecke außer Betrieb) · Strecke (außer Betrieb) |                                                                        | Fischereihafen                   | Fischereihafen                   |
| Tunnel (Strecke außer Betrieb) | 0,645 0,000                                                            | Elbbergtunnel (15 m)             | Elbbergtunnel (15 m)             |
| Tunnelanfang (Strecke außer Betrieb) | 0,701 0,000                                                            | Schellfischtunnel (973 m)        | Schellfischtunnel (973 m)        |
| Bahnhof (Strecke außer Betrieb) (im Tunnel) · Kopfbahnhof Streckenanfang (Strecke außer Betrieb) | 0,000                                                                  | Bahnhof Altona (bis 1895)        | Bahnhof Altona (bis 1895)        |
| Abzweig geradeaus und nach links (Strecke außer Betrieb) (im Tunnel) · Abzweig geradeaus und von rechts (Strecke außer Betrieb) | 1,096 0,000                                                            | Anschluss bis 1895               | Anschluss bis 1895               |
| Strecke quer (im Tunnel) · Kreuzung mit Tunnelstrecke und geradeaus oben (Strecke geradeaus außer Betrieb) (im Tunnel) · Kreuzung mit Tunnelstrecke (Strecke geradeaus außer Betrieb) · Strecke von rechts (im Tunnel) |                                                                        | City-S-Bahn vom Hauptbahnhof     | City-S-Bahn vom Hauptbahnhof     |
| Bahnhof (Strecke außer Betrieb) (im Tunnel) · Kopfbahnhof Strecke bis hier außer Betrieb · S-Bahnhof (im Tunnel) | 1,674 0,710                                                            | Hamburg-Altona                   | Hamburg-Altona                   |
| Strecke nach links (außer Betrieb) (im Tunnel) · Abzweig geradeaus und ehemals von rechts · Tunnelende |                                                                        |                                  |                                  |
| Strecke · Strecke |                                                                        | Verbindungsbahn zum Hauptbahnhof | Verbindungsbahn zum Hauptbahnhof |

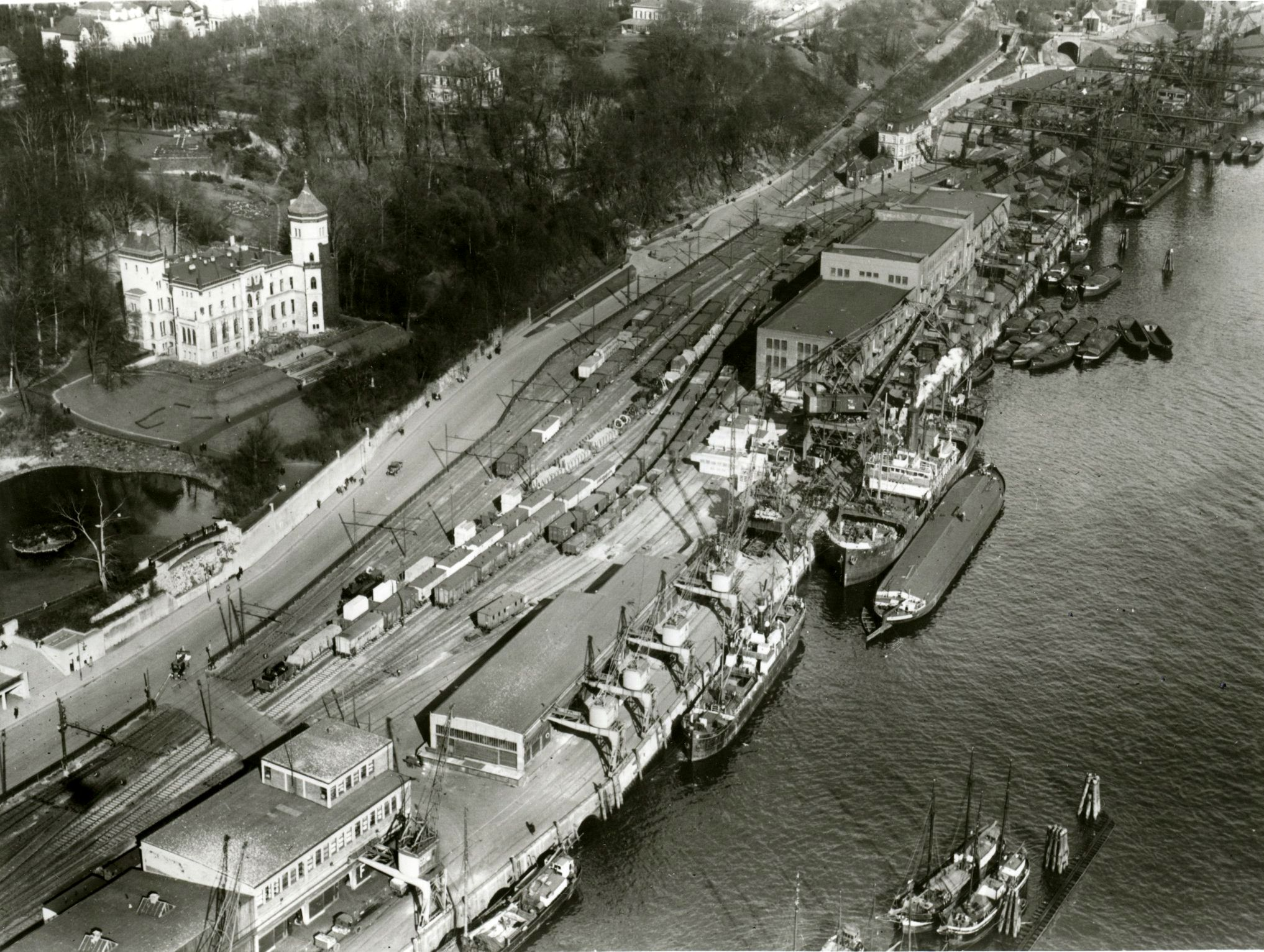
Luftbild des Altonaer Hafenbahnhofs um 1920, links das "Donner-Schloss", Foto: Emil Puls

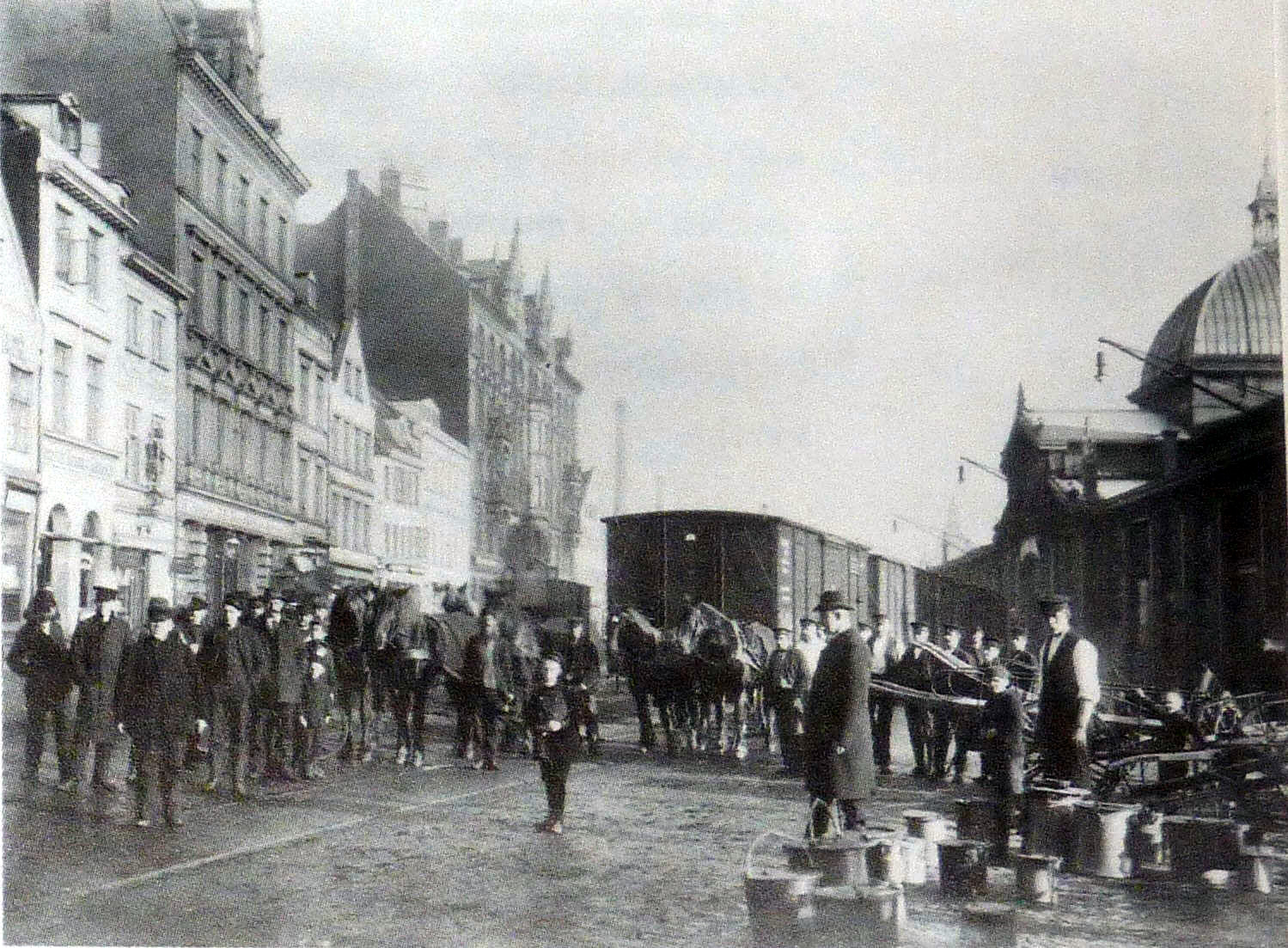
Güterwagen der Hafenbahn vor der Altonaer Fischauktionshalle um 1900

Die Altonaer Hafenbahn diente nach der Eröffnung von König Christian VIII. Ostseebahn der Altona-Kieler Eisenbahn-Gesellschaft  (AKE) ab 1845 der Anlieferung von Gütern, die bereits in Güterwagen verladen am Bahnhof Altona ankamen, zu den Kaianlagen des Altonaer Hafens und den dort bereitliegenden Frachtschiffen. Umgekehrt wurden auf den Anlagen und mit den Fahrzeugen der Hafenbahn auch Güter von den Fracht- und insbesondere auch den Fischereischiffen zum Bahnhof Altona für den Güterfernverkehr befördert. Damit war Altona die erste Stadt im deutschsprachigen Raum, die einen direkten Güterumschlag zwischen Schiff und Eisenbahn bot.

## Erste Ausführung: Seilaufzug
Ein großes Problem stellte der beträchtliche Höhenunterschied auf kurze Distanz zwischen dem auf dem hohen Geesthang gelegenen Bahnhof und den tiefer gelegenen Kaianlagen dar. Ein erster Ansatz für den Transfer der Güterwagen zu den Kaianlagen und zurück zum höhergelegenen Bahnhof wurde damit vollzogen, dass die Güterwagen auf spezielle Fahrgestelle gesetzt und diese per Seilaufzug über eine 210 Meter lange Schiefe Ebene mit einer Steigung von 15 Prozent bewegt wurden. Der Antrieb erfolgte hier anfangs mit einem Pferdegöpel, ab 1849 mit Dampfmaschine. Eine Bilddarstellung aus dieser Zeit zeigt, dass die Seilzug-Fahrgestelle Rollen hatten, die entsprechend dem Maß der Steigung vorn und hinten in der Höhe gegeneinander versetzt waren. Damit konnten die Eisenbahnwagen während des Transfers über die Steigung waagerecht gehalten werden und beispielsweise loses Schüttgut davor bewahrt werden, in Richtung des Gefälles zu verrutschen. Diese Aufzugseinrichtung war im Eigentum der Altona-Kieler Eisenbahn-Gesellschaft und bis 1879 in Betrieb.

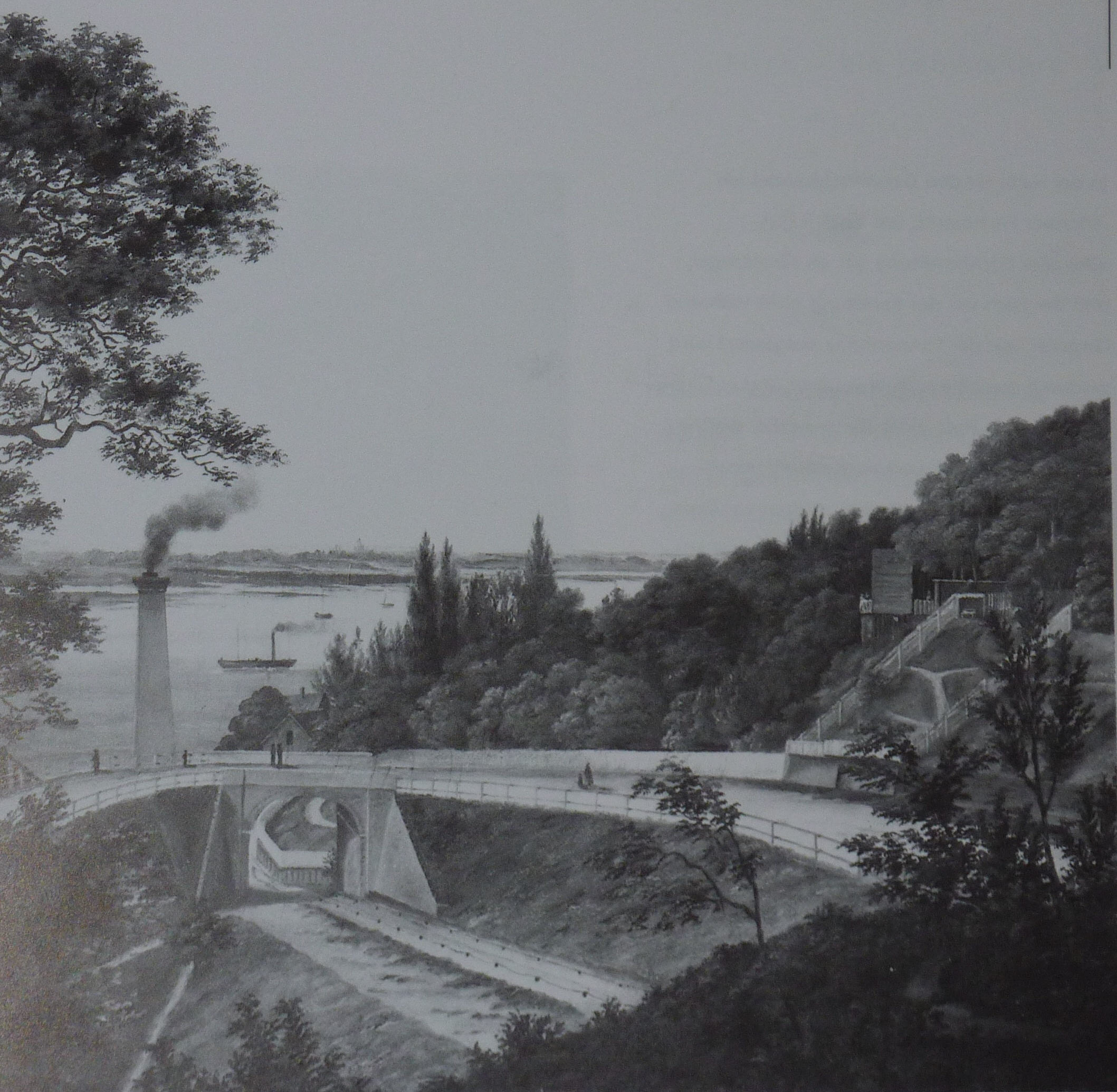
Die Geneigte Ebene, Gemälde von 1855
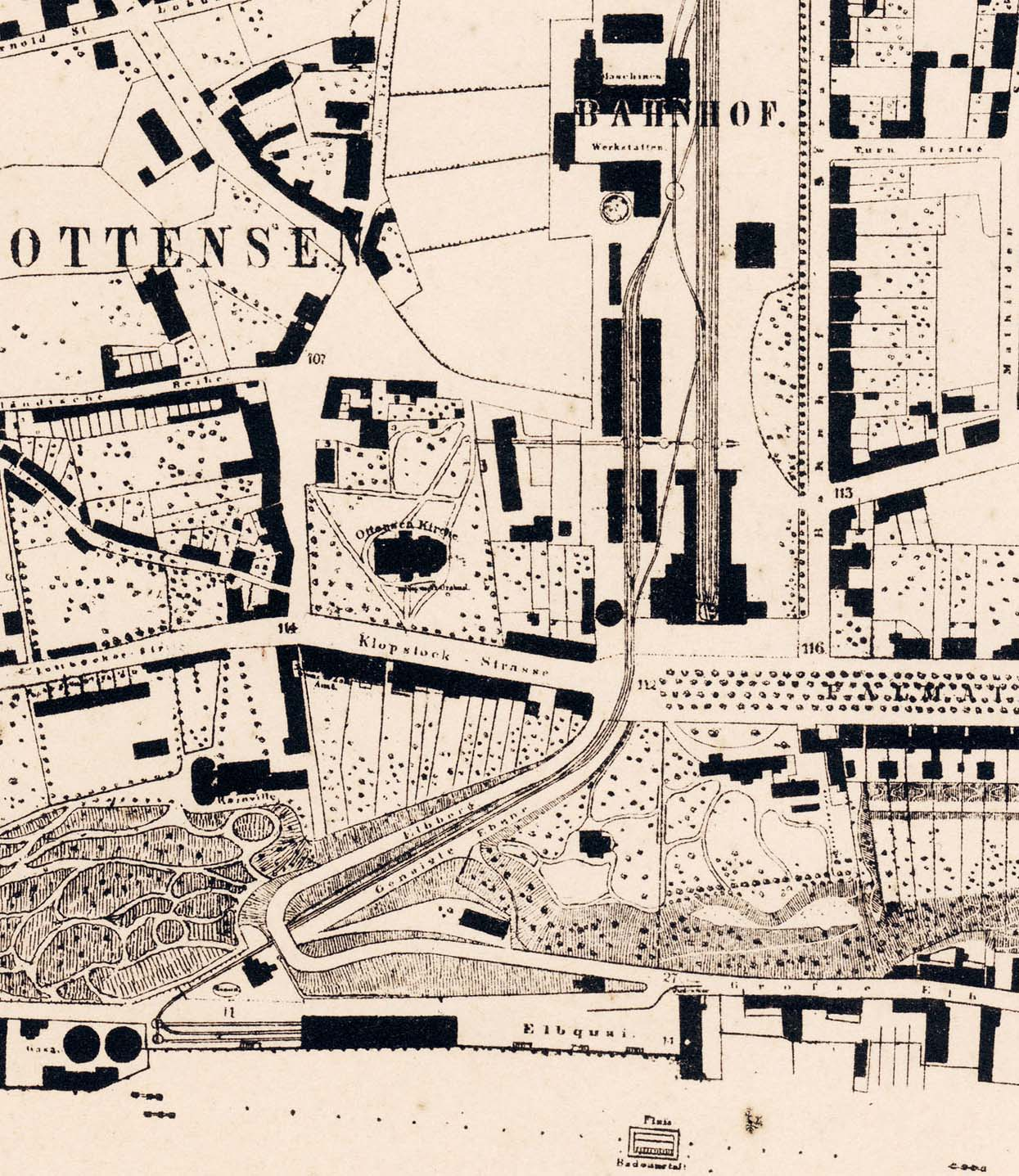
Schienenverbindung vom Bahnhof Altona zum „Elbquai“, Karte von 1860
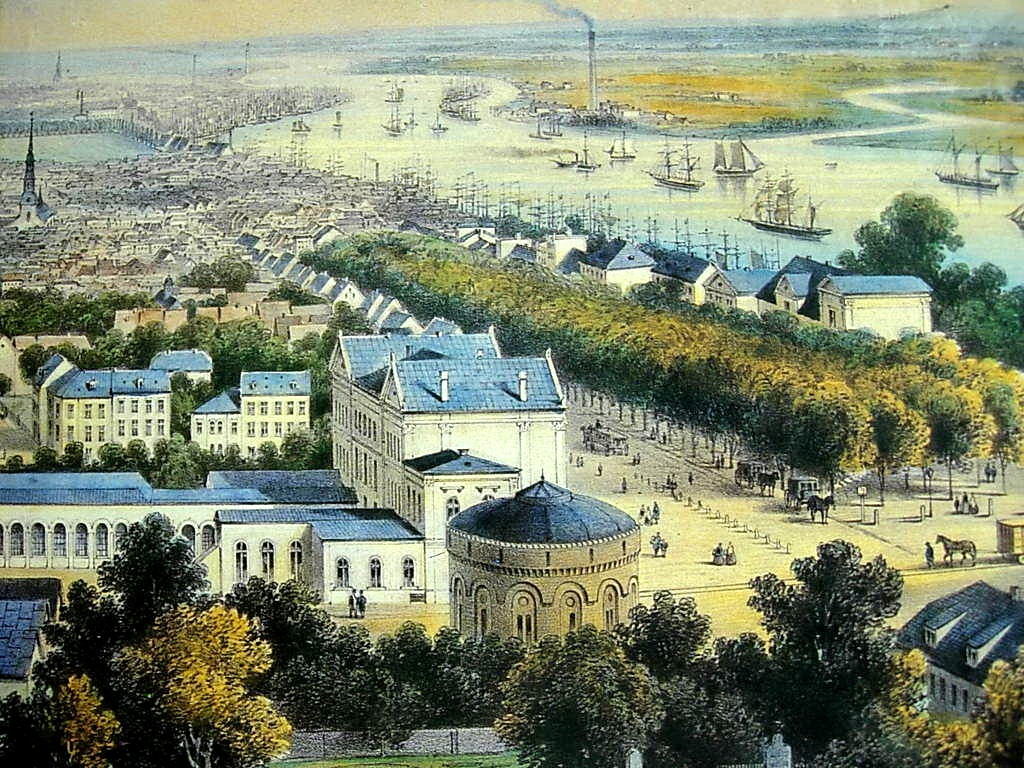
Bahnhof Altona um 1850, am rechten Rand ist ein Pferdegespann erkennbar, das eine Fracht vom Hafen herauf befördert
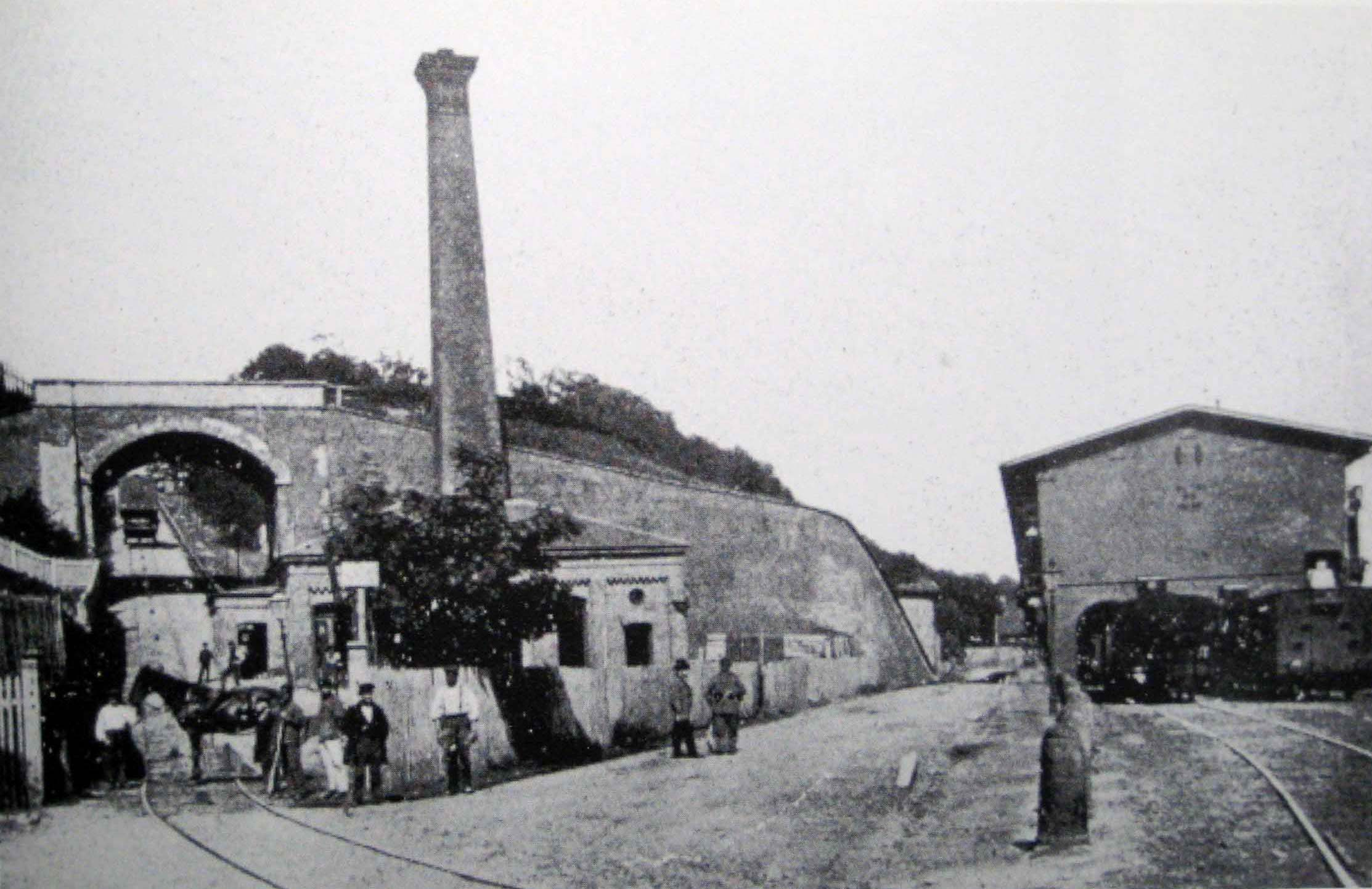
Seilaufzug am Altonaer Kai um 1849
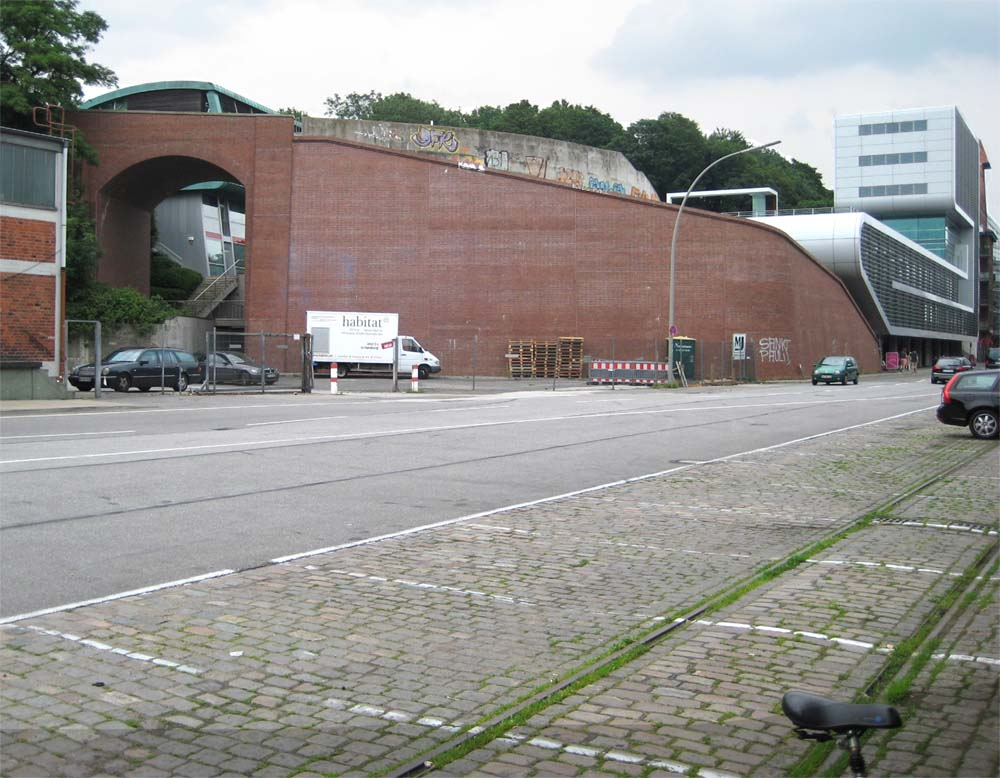
Die geländebaulichen und verkehrlichen Anlagen der „Schiefen Ebene“ sind 2012 noch weitgehend im gleichen Zustand.

Neben dieser Aufzugsanlage gab es noch eine gleislose Bahn in der Kaistraße, die jedoch lediglich Schlepphilfe für Pferdefuhrwerke und Handkarren auf der ebenfalls steilen Kaistraße, mit einer Steigung von durchschnittlich 5,5 Prozent, im gleichen Einzugsgebiet bot. Diese zunächst ebenfalls mit Pferden betriebene Zughilfe wurde später mit Gleichstrom von 550 Volt elektrifiziert.

## Tunnelstrecke und Lokomotivbetrieb

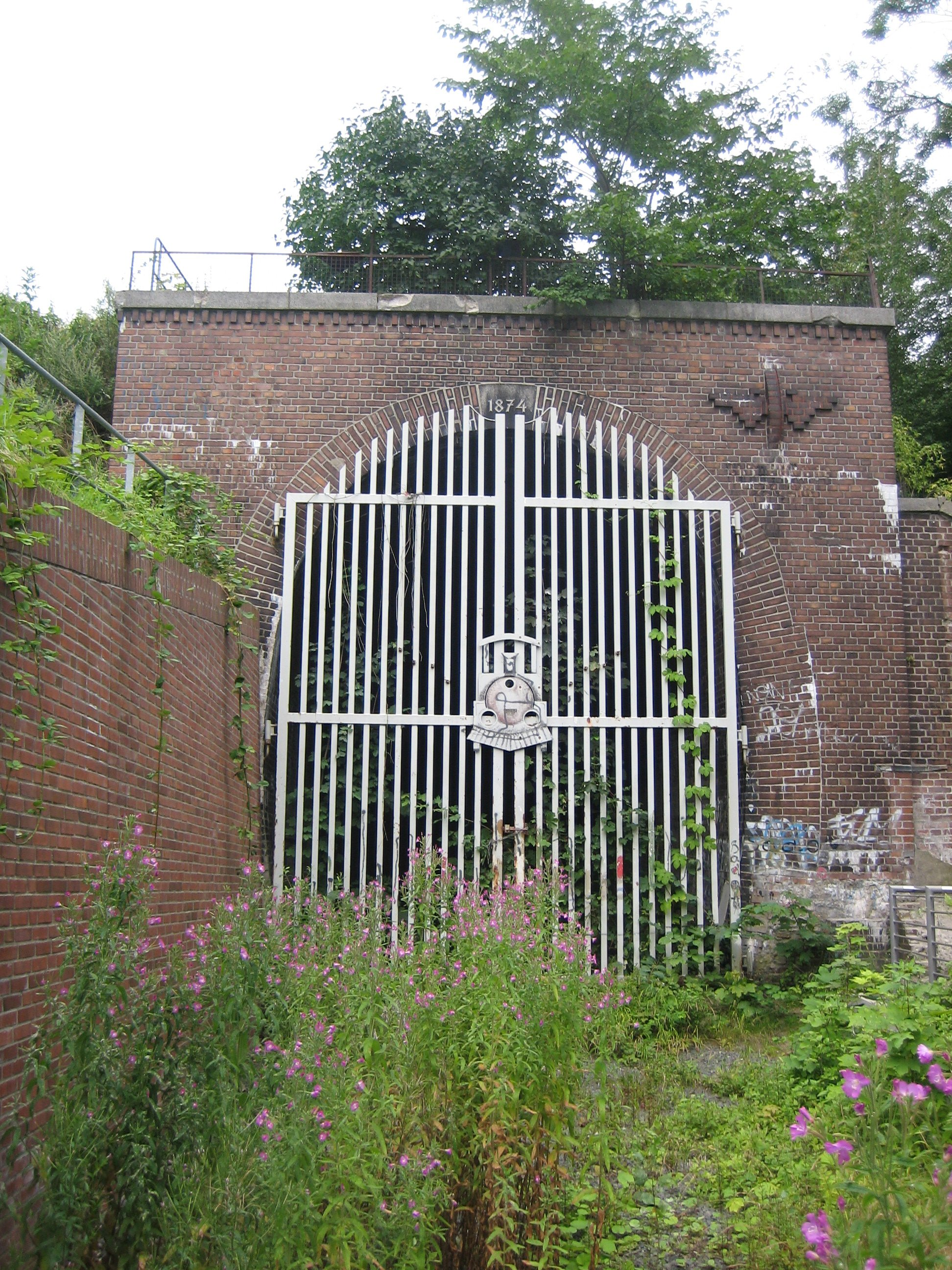
Das kai-seitige, jetzt geschlossene Portal des Schellfischtunnels, Aufnahme von 2007

Um den Betrieb angesichts der geplanten Erweiterungen des Altonaer Hafens nach Neumühlen auszuweiten und sicherzustellen, beschloss die AKE 1874 den Bau einer Tunnelstrecke vom Altonaer Bahnhof hinab zum Altonaer Hafen. Von dem etwa 200 Meter vom Beginn des Geestabhanges befindlichen ersten Bahnhof wurde nun eine unmittelbar abwärts führende Gleistrasse in einem Tunnel angelegt und am 18. Januar 1876 eröffnet. Durch die nun fast doppelt so lange Schienenstrecke verminderte sich die Steigung so weit, dass ein arbeitssparender Lokomotiv-Zugbetrieb bereits ab dem Bahnhof durchgeführt werden konnte. Bei der 1895 erfolgten Verlegung des Bahnhofs nach Norden an seinen heutigen Standort wurde auch der Tunnel mit verlängert auf über 900 Meter.

## Elektrischer Betrieb
Ab 1903 gab es einen Versuchsbetrieb mit elektrischer Traktion auf der Zweigbahn Schöneweide–Spindlersfeld bei Berlin, der um 1907 auch auf ein Versuchsgelände bei Oranienburg ausgedehnt wurde („Oranienburger Rundbahn“). Nachdem sich dieser erfolgreich gezeigt hatte, wurden die beteiligten Firmen Anfang 1904 beauftragt, die geplante Hamburg-Altonaer Stadt- und Vorortbahn zwischen Blankenese- und Ohlsdorf für den Betrieb mit einphasigen Wechselstrom von 25 Perioden und 6300 Volt Spannung auszurüsten. Dafür wurden neu und speziell für diese Strecke gebaute Triebwagenzüge verwendet. Von dem Versuchsbetrieb bei Berlin und Oranienburg verblieben dabei drei Elektrolokomotiven, die nunmehr zur Altonaer Hafenbahn versetzt wurden. Diese zeigte sich für den elektrischen Betrieb offen, da der schlechte Abzug von Dampf und Rauch aus der Tunnelstrecke zum Altonaer Bahnhof ein stetes Problem bildete, das sich mit der Tunnelverlängerung noch verschärft hatte. Von daher wurde 1909 eine zunächst versuchsweise Elektrifizierung der Altonaer Hafenbahn mit einem Oberleitungssystem beschlossen. Es wurde jedoch anscheinend nur die Verbindungsbahn (gemeint ist wohl die Tunnelstrecke) und nicht auch die Anschlussgleise mit elektrischer Oberleitung versehen. (Bei der Anschlussbahn lässt die angegebene Quelle offen, ob es sich um die Gleise auf den Kaianlagen oder die Fortführung im Altonaer Bahnhof handelt.)
Bei den nach Altona versetzten und ab dort ab 1. Mai 1911 in Betrieb genommenen Elektrolokomotiven handelte es sich um die preußischen Baureihen EV 5 Berlin (die nur zur Erprobung der Fahrleitung für zwei Monate eingesetzt wurde), EV 1/2 Altona, ab 1920 Reichsbahn-Nummer E 73 03, und EV 3/4 Altona.
Später wurden zusätzlich die von vornherein für die Hafenbahn vorgesehenen Typen EV 5(II) Altona, ab 1920 Reichsbahn-Nummer E 73 05 und die EV 6 Altona, ab 1920 Reichsbahn-Nummer E 73 06  beschafft.

## Technischer Betrieb, Überblick
- 1845–1879: Transfer der Wagen einzeln über die Schiefe Ebene mit Seilaufzug und Pferdegöpel, ab 1849 mit Antrieb über eine Dampfmaschine und Pferdezugbetrieb auf den Flachstrecken am Altonaer Bahnhof und auf den Kaianlagen.
- 1879–1913: Betrieb mit zweiachsigen Tenderlokomotiven.
- 1909 standen der Hafenbahn zusätzlich zwei feuerlos betriebene Speicherdampflokomotiven zur Verfügung. Der Dampf wurde bei der Anlage der „Altonaer Quai- und Lagerhaus-Gesellschaft“ (AQLG) getankt. Da die  AQLG ab 1910 ihre Dampfkräne auf elektrischen Betrieb umstellte, wurde der Betrieb der Speicherdampflokomotiven jedoch nach einem Jahr wieder eingestellt.[1][10]
- 1911–1954: Elektrischer Betrieb parallel zum Dampflokomotivbetrieb bis zur kompletten Umrüstung 1913. Die Oberleitung hatte eine Spannung von 6,3 kV bei einer Frequenz von 25 Hz. Der Strom wurde von dem Kohlekraftwerk in der Leverkusenstraße der Hamburg-Altonaer Stadt- und Vorortbahn bezogen, die mit dem gleichen System betrieben wurde. Die Spannung im feuchten Tunnel wurde jedoch auf 3 kV begrenzt, um Funkenüberschläge und Kriechströme zu vermeiden.
- 1932: Die Spannung der Oberleitung im Tunnel wurde auf 6.300 Volt erhöht, da nur noch elektrischer Fahrbetrieb bestand.[1][10]
- 1954 wurde der elektrische Betrieb eingestellt, da im selben Jahr die S-Bahn Hamburg als Nachfolgerin der Hamburg-Altonaer Stadt- und Vorortbahn den parallel zum Gleichstrombetrieb an Stromschienen weiter durchgeführten Oberleitungs-Wechselstrombetrieb einstellte. Als Folge kamen bis 1956 erneut Dampflokomotiven zum Einsatz, die wieder die bekannten Probleme im Tunnel verursachten.[3]
- 1956: Es wurden Dieselloks, zuerst der Baureihe V 65,[3] nach deren Ausmusterung 1980 auch die von anderen verfügbaren Baureihen bis zur endgültigen Stilllegung eingesetzt.

## Betriebsführung und Eigentumsverhältnisse
- Von 1845 bis 1884 unterstand die Altonaer Hafenbahn der Betriebsführung der Altona-Kieler Eisenbahngesellschaft als Eigentümerin.
- 1884: Die Betriebsführung der Altona-Kieler Eisenbahngesellschaft wurde vom Staat Preußen und der Königlichen Eisenbahndirektion Altona übernommen, 1887 folgte der käufliche Erwerb der Aktiengesellschaft durch den Staat Preußen. Die Altonaer Hafenbahn wurde damit Bestandteil der Preußischen Staatseisenbahnen.
- 1909/10: Die Stadt Altona übernahm die Hafenbahnanlagen und stellte für den Betrieb zwei Speicherdampflokomotiven zur Verfügung.
- 1922: Die Stadt Altona übernahm zu den Hafenbahnanlagen auch die Hafenbahn.
- 1923 bis 1945: Die Betriebsführung der Hafenbahn wurde der Deutschen Reichsbahn übertragen.
- 1925: Die Gleisanlagen am Altonaer Kai wurden der Deutschen Reichsbahn-Gesellschaft übereignet.[3]
- 1949: Die Deutsche Reichsbahn wurde im Westen durch die Deutsche Bundesbahn abgelöst, die nunmehr die Betriebsführung der Hafenbahn übernahm.
- 1976 sank der Güterumschlag so weit, dass der Hafenbahnvertrag zwischen der Deutschen Bundesbahn und der Stadt Hamburg durch die Bahn gekündigt wurde. Der Antrag auf Stilllegung der Hafenbahnstrecke wurde von der Stadt Hamburg abgelehnt, die Hansestadt übernahm stattdessen 1978 die Hafenbahnanlagen und übertrug die Verwaltung dem Amt für Strom- und Hafenbau.[1][3]

## Streckennetz

Hafenbahn-Güterbahnhof Neumühlen 1924

Das Gleisnetz der Altonaer Hafenbahn erstreckte sich zuletzt vom ehemaligen Union-Kühlhaus, dem heutigen Wohnstift Augustinum, am heutigen Museumshafen Övelgönne im Westen und im Verlauf der Großen Elbstraße bis vor den Altonaer Fischmarkt und die Fischauktionshalle im Osten (ca. 2,5 Kilometer). Die Tunnelstrecke nach Norden zum Altonaer Güterbahnhof an der Harkortstraße (ca. 2 Kilometer) war ein wichtiger Zubringer für den Versand von Frischfisch. Entlang des Straßenzuges Neumühlen zwischen der Abzweigung Große Elbstraße bis in Höhe der Elbtreppe war ein Rangierbahnhof mit sieben parallel verlaufenden Gleisen angelegt.
Die Direktverbindung zum höhergelegenen Altonaer Bahnhof war der Transportweg für leichtverderbliche Waren wie Frischfisch, aber auch für Getreideimporte. Gleichzeitig verband die Hafenbahn im Verlauf der Großen Elbstraße den Fischereihafen, Fischauktionshalle Altona und die fischverarbeitenden Betriebe, die sich ab 1895 im Altonaer Hafen angesiedelt hatten.
Eine direkte Schienenverbindung zur nahegelegenen Hamburger Hafenbahn gab es nicht, da beide Bahnbetriebe sich jeweils auf gegenüberliegenden Ufern der Elbe befanden und der Umweg über die Hamburger Elbbrücken zu lang gewesen wäre.

## Wirtschaftliche Bedeutung
Die Geschichte der Altonaer Hafenbahn steht in engem Zusammenhang mit den Entwicklungen des Altonaer Hafens. Diese wiederum wurde in großem Maße durch die Anlandung von Seefischen, die ansässigen fischverarbeitenden Betriebe und den Frischfischhandel bestimmt. Die durch die Verbesserung der Fangmethoden und der Fangschiffgrößen steigenden Mengen von angelandetem Fisch sowie die Notwendigkeit des schnellen Transportes der leichtverderblichen Ware führten zu gleichermaßen steigender Bedeutung der Altonaer Hafenbahn. Die Verbindungsstrecke zum Bahnhof war ein schneller Transportweg für leichtverderbliche Waren, gleichzeitig verband die Hafenbahn als Anschlussbahn im Verlauf der Großen Elbstraße ebenso die Fischauktionshalle, den Fischereihafen und die fischverarbeitenden Betriebe, die sich ab 1895 im Altonaer Hafen angesiedelt hatten. 1877 wurde der zukünftige Güterumschlag des Altonaer Hafens „mindestens auf das 10-Fache des bisherigen Verkehrs …“ prognostiziert.
Die Übernahme der Altonaer-Kieler-Eisenbahn durch den Staat Preußen 1884 sowie der Zollanschluss 1888 an das Deutsche Reich erschlossen weitere Absatzmärkte im Hinterland und steigerten die Bedeutung der Hafenbahn wiederum. Nach dem Ersten Weltkrieg wurden in Altona knapp 40 Prozent des „gesamten deutschen Bedarfes an Fischkonserven hergestellt“, was daneben auch als zweitgrößter Wirtschaftszweig Altonas angesehen wurde. 1895 galt Altona als der größte Fischereihafen im Deutschen Reich. Es kamen auch Getreideimporte über den Altonaer Seehafen hinzu. Insgesamt wurde der größte Teil des deutschen Heringsfangs im Altonaer Hafen angelandet weiterbefördert. Von der Fischindustrie lebten 1923 ca. zehn Prozent der Altonaer Bevölkerung (18.–19.000 Einwohner).
Mitte der 1920er Jahre gab es eine Strukturkrise, als Teile der Fischindustrie in die Nordseehäfen Cuxhaven und Wesermünde (später Bremerhaven) abwanderten. Um diesem Niedergang entgegenzuwirken, vereinbarten  die Fischereihäfen Altona und Hamburg 1928 mit den  „Niederelbe-Verträgen“ ein gemeinsames Vorgehen.
Nach 1945 sank der Handel mit Frischfisch rasant, da in den modernen Fangschiffen der Fisch unmittelbar an Bord eingefroren und verpackt wird. Diese Ware kann in beliebigen Häfen angelandet und abtransportiert werden. Auch die zunehmende Konkurrenz der Lkw verringerte spürbar den Umfang der Gütertransporte durch die Hafenbahn in Altona. 1890 hatte die Altonaer Hafenbahn 16 Arbeitnehmer, knapp einhundert Jahre später waren es nur noch zwei Beschäftigte für den Hafenbahnbetrieb zuständig.

## Stilllegung
Durch den Strukturwandel im Güterverkehr mit zunehmender Verlagerung auf Lkw-Transporte sank der Gütertransport der Hafenbahn stark ab; es gab nur noch zwei bis drei Wagentransfers pro Monat und gelegentliche Nutzungen wie z. B. zum Hafengeburtstag oder für Fahrzeugschauen wie zum 100-jährigen Jubiläum der Bahndirektion Altona 1984. Nachdem 1989 die Mineralölfirma „Protank“ ihren Hafenstandort aufgegeben und 1992 der letzte große gewerbliche Nutzer Transthermos seinen Betrieb an einen anderen Standort verlagert hatte, wurde die Hafenbahn stillgelegt.